# Liliana Segre
Liliana Segre   (Milà, 10 de setembre de 1930) és una senadora vitalícia italiana nomenada pel president Sergio Mattarella el 19 de gener de 2018.
Nascuda en una família jueva el 1930, Segre va ser expulsada de la seva escola quan tenia vuit anys després de la promulgació de les Lleis racials italianes el 1938. I el 1943 va ser arrestada al costat de molts dels seus familiars i deportada al camp de concentració d'Auschwitz-Birkenau. En la dècada de 1990 va començar a parlar en públic sobre la seva experiència, especialment als joves.

## Biografia

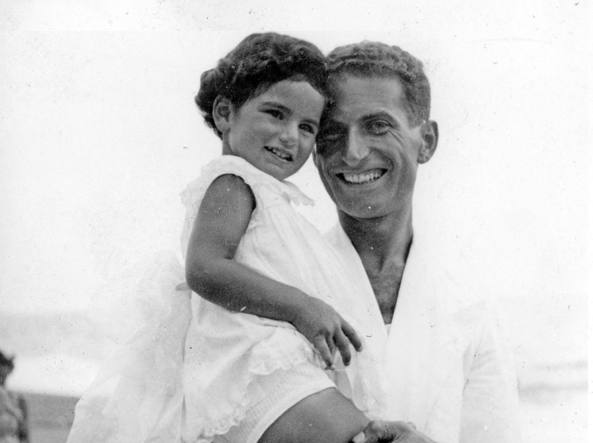
Liliana Segre i el seu pare Alberto.

Nascuda a Milà en una família jueva, Liliana Segre va viure amb el seu pare, Alberto Segre i els seus avis paterns Giuseppe Segre i Olga Loevvy. La seva mare, Lucia Foligno, va morir quan Liliana no havia complert encara un any. La seva família no era practicant, i la consciència que era jueva només li va arribar després del drama de les Lleis Racials italianes de 1938, per les quals va ser expulsada de l'escola. Molts anys després va descriure la sensació que va tenir aleshores: «Durant anys em va quedar la sensació que m'havien expulsat [de l'escola] per haver comès alguna cosa terrible, que després vaig traduir com "la culpa d'haver nascut", perquè altres culpes no en tenia pas; era una nena com totes les altres.»
En començar la guerra, la situació de la població jueva va empitjorar. El 1942 van començar els bombardejos sobre Milà i com tants altres milanesos, la família de Liliana Segre va deixar la ciutat. En el poble on van refugiar-se ella no podia anar a escola i s'estava sempre a casa tenint cura del seu avi, que ja no era autosuficient a causa de la malaltia de Parkinson que patia. L'estiu de 1943, després de la caiguda del feixisme, els nazis dominaven el nord d'Itàlia i, a les ja severes lleis racials italianes, s'hi van afegir les nazis, que en el seu text incloïen les paraules «solució final», de les quals aleshores la gent no entenia encara el significat. Després de la intensificació de la persecució dels jueus italians, el seu pare la va amagar a casa d'uns amics utilitzant documents falsos.
El 7 de desembre de 1943, amb tretze anys, Liliana Segre, el seu pare i dos cosins, intenten marxar d'Itàlia i refugiar-se a Suïssa, però les autoritats suïsses els van fer tornar a Itàlia. L'endemà, va ser arrestada a Selvetta di Viggiù (Varese). Després de sis dies a la presó de Varese, va ser transferida a Como i finalment a Milà, on va estar detinguda durant quaranta dies a la presó de San Vittore. Tot i la situació, Liliana Segre estava contenta que en aquella presó no hi hagués separació entre homes i dones i podia estar-se a la mateixa cel·la que el seu pare.
El 30 de gener de 1944 Liliana Segre i el seu pare van ser deportats des de l'andana 21 de l'Estació Central de Milà al camp de concentració d'Auschwitz-Birkenau, on van arribar set dies més tard. Immediatament va ser separada del seu pare, a qui no va tornar a veure i que moriria el 27 abril de 1944. El 18 de maig del mateix any els seus avis paterns també van ser arrestats a Inverigo, a la província de Como, i deportats després d'unes quantes setmanes a Auschwitz, on també van ser assassinats a la seva arribada el 30 de juny.
Durant l'admissió al camp, a Liliana Segre van tatuar-li el número 75190 en el braç, i durant un any va fer treballs forçats a una fàbrica de munició propietat de Siemens que es trobava a la ciutat; es considerava afortunada d'haver estat seleccionada per a un treball que li permetia passar el dia sota un sostre. S'hi feien torns de 700 noies (700 de dia i altres 700 de nit) de moltes nacionalitats. Durant el seu empresonament, va passar per altres tres seleccions. Al final de gener de 1945, els presoners d'Auschwitz van ser obligats a deixar el camp i començar l'anomenada marxa de la mort que, a través de Polònia i Alemanya, anava desplaçant-los cap al nord a mesura que avançava l'Exèrcit Roig.
L'1 de maig de 1945, quan es trobava en el camp de concentració de Melchow, que depenia del camp de concentració de Ravensbrück, va veure arribar-hi els americans i els russos. Encara van haver de passar quatre mesos fins que no separessin les presoneres per nacionalitats i els americans els organitzessin el viatge de tornada a casa. Dels 776 nens i nenes italians menors de catorze anys que van ser deportats al camp de concentració d'Auschwitz, només en van sobreviure 35, entre ells Liliana.
Després de l'Holocaust Nazi, Liliana Segre va anar a viure a la regió de les Marques amb els seus oncles i després amb els avis materns, els únics membres supervivents de la seva família. El 1948, mentre era de vacances a Pesaro, va conèixer Alfredo Belli Paci, un catòlic que també havia estat presoner en camps de concentració nazis, per negar-se a unir-se a la República Social italiana (coneguda com a República de Saló), el govern titella italià que depenia de l'Alemanya nazi. Es van casar el 1951 i van tenir tres fills.
A inicis de novembre de 2019 es va saber que se li havia assignat seguretat amb escortes perquè estava sent víctima d'amenaces per part de l'extrema dreta italiana relacionada amb el partit nacionalista italià Forza Nuova. La pressió sobre Segre va augmentar després que la setmana anterior proposés una comissió parlamentària per combatre l'odi, el racisme i l'antisemitisme. El Senat d'Itàlia va aprovar la moció amb 151 vots a favor, i les abstencions dels tres partits de la dreta italiana (Lliga Nord, Forza Italia i Fratelli d'Italia).

## El testimoni de l'Holocaust

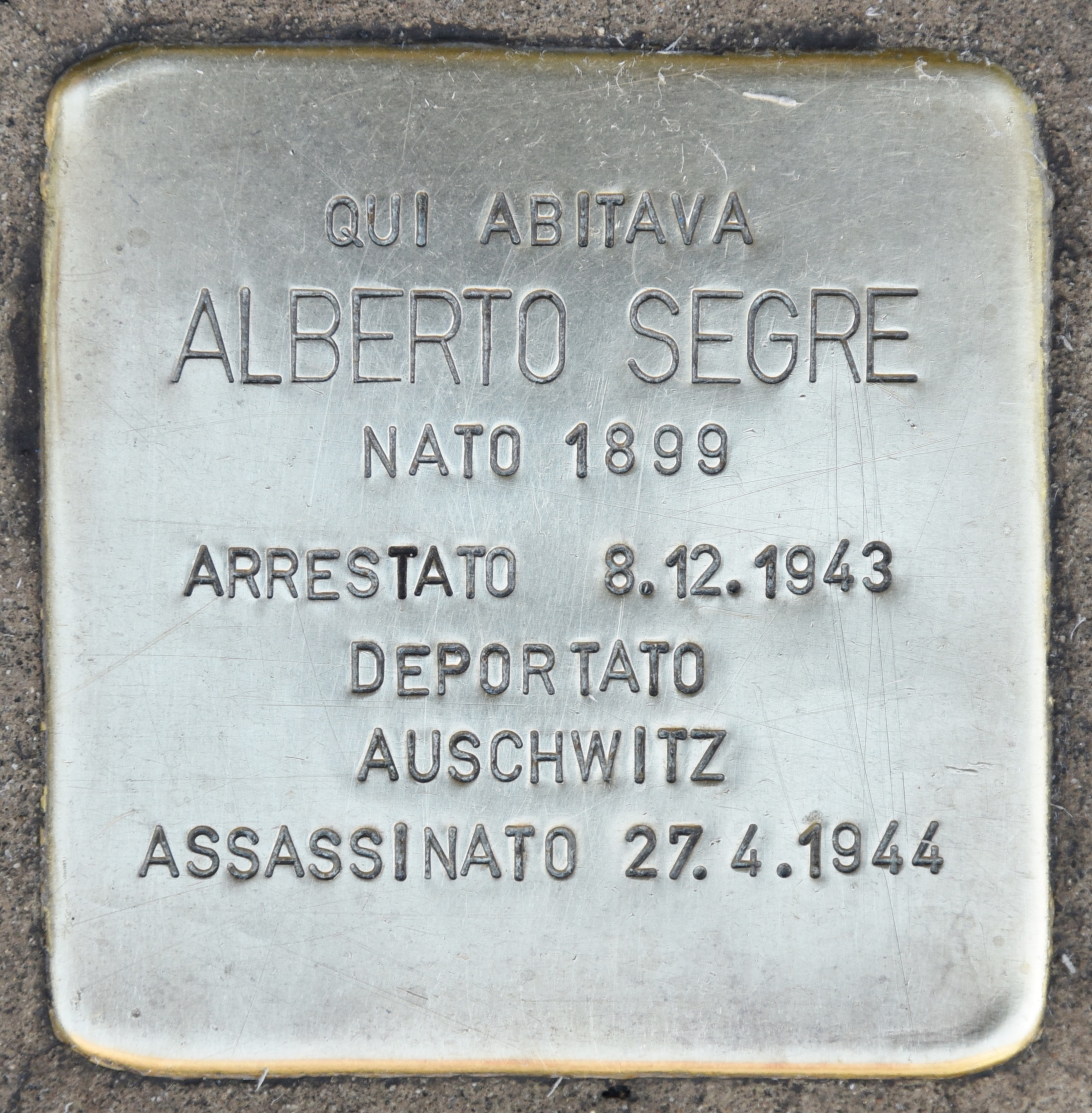
Stolperstein per a Alberto Segre, pare de Liliana

Per un llarg període, Liliana Segre no va voler parlar públicament sobre la seva experiència als camps de concentració. Com per a molts nens i nenes d'Holocaust, el retorn a casa i a una vida «normal» no va ser fàcil. Liliana Segre també recorda que en aquells anys no va trobar gent disposada a escoltar-la:
Va ser molt difícil per als meus parents conviure amb un animal ferit com jo: una noieta tornada de l'infern, de la qual es pretenia que fos dòcil i resignada. Aviat vaig aprendre a guardar per a mi els records tràgics i la meva profunda tristesa. Ningú no m'entenia, era jo qui havia d'adaptar-me a un món que volia oblidar els esdeveniments dolorosos que acabaven de passar, que volia començar de nou, ansiós de diversió i despreocupació.
Només al començament de la dècada de 1990 va decidir trencar el seu silenci: des de llavors acudeix a conferències i assemblees escolars per explicar la seva història al jovent, també en representació dels milions que la van compartir amb ella i no han estat capaços de comunicar-la. El 1997, va estar entre els testimonis del documental Memòria, presentat en el Festival Internacional de Cinema de Berlín.
El 2004 va ser entrevistada, juntament amb Goti Herskovits Bauer i Giuliana Fiorentino Tedeschi, per Daniela Padoan per al llibre Come una rana d'inverno. Conversazioni con tre donne sopravvissute ad Auschwitz (Com una granota a l'hivern. Converses amb tres dones que van sobreviure a Auschwitz). L'any 2005 la seva història va ser explicada amb més detalls en un llibre-entrevista d'Emanuela Zuccalà, Sopravvissuta ad Auschwitz. Liliana Segre fra gli ultimi testimoni della Shoah (Supervivent d'Auschwitz. Liliana Segre entre els últims testimonis de la Xoà).
L'any 2009 la seva veu va ser inclosa al projecte Racconti di chi è sopravvissuto (Històries de qui ha sobreviscut), una recerca realitzada entre 1995 i 2008 per Marcello Pezzetti d'encàrrec de la Fundació Centre de Documentació Jueva Contemporània de Milà, que ha recollit testimoniatges de gairebé tots els supervivents italians de camps de concentració nazis encara vius. El mateix any, va participar en el documental de Moni Ovadia Binario 21 (Andana 21) dirigit per Felice Cappa, inspirat en el poema Dos lid funem oysgehargetn yidishn folk (La cançó del poble jueu assassinat) escrit pel poeta rus Itzhak Katzenelson.
El 29 de gener de 2020, Segre va participar en la celebració del 75è aniversari de l'alliberament d'Auschwitz que va tenir lloc en una sessió plenària del Parlament Europeu. El seu relat de l'experiència d'una nena de tretze anys treballant com una esclava i desposseïda de la dignitat humana, fins i tot quan va poder abandonar el camp de concentració, després del 27 de gener de 1945, vagarejant per Europa en condicions físiques i emocionals terribles, va commoure la majoria de parlamentaris. Però va voler transmetre un missatge optimista al jovent: «La força de la vida és tan extraordinària, i crec que això és el que hem de transmetre al jovent d'avui dia, que pateixen la manca de feina o que tenen uns pares que els concedeixen tot el que volen, mentre que la vida no ho fa: seguiu endavant i no recolzeu en ningú.»

## Senadora vitalícia

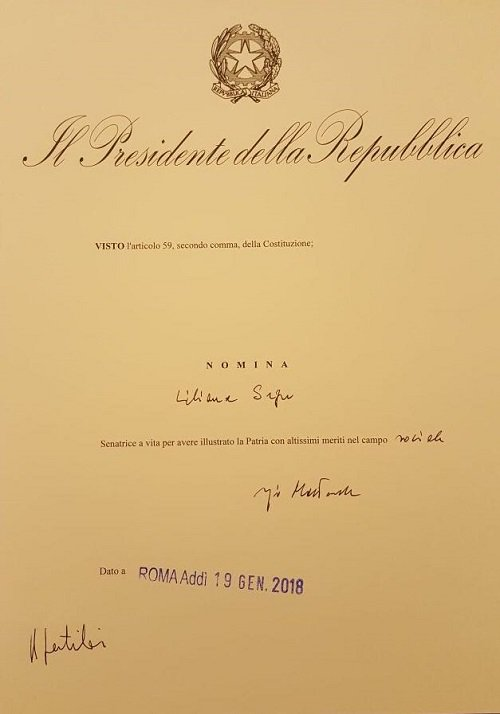
Decret que nomena a Liliana Segre senadora vitalícia signat pel President de la República italiana Sergio Mattarella.

El 19 de gener de 2018, any que marcava el 80è aniversari de les lleis racials del feixisme italià, el president de la República italiana Sergio Mattarella, acollint-se a l'article 59 de la Constitució italiana, va nomenar Liliana Segre senadora vitalícia «per haver il·lustrat la pàtria amb altíssims mèrits en el camp social». És la quarta dona que ha rebut aquest reconeixement, després de Camilla Ravera (1982), Rita Levi-Montalcini (2001) i Elena Cattaneo (2013).
Segre va fer la seva primera intervenció en el Senat el 5 de juny de 2018, durant el debat per a l'aprovació de la confiança al nou Govern guiat per Giuseppe Conte. Va recordar les lleis racials i va rememorar la seva deportació, i va rebre els aplaudiments de tot el Senat. També va declarar la seva intenció d'oposar-se a qualsevol llei especial contra els pobles nòmades i d'abstenir-se de donar el seu vot de confiança al nou Govern.
El 13 d'octubre de 2022, en la sessió inaugural de la 19a legislatura de la República Italiana, va presidir el Senat provisionalment i per raó d'edat. Hi va fer un discurs antifeixista, en el qual va recordar la figura de Giacomo Matteotti, periodista i polític a qui Mussolini va fer assassinar. En acabar la sessió, Liliana Segre va cedir la cadira al nou president electe del Senat, Ignazio Benito Maria La Russa, admirador declarat de Mussolini i cofundador del partit Germans d'Itàlia, formació política hereva del Partit Feixista.

## Antisemitisme adreçat a Liliana Segre
L'Observatori de l'Antisemitisme que, des de 1975, depèn de la Fundació Centre de Documentació Jueva Contemporània de Milà duent a terme «un seguiment i estudi constant del fenomen de l'antisemitisme en totes les seves múltiples manifestacions a Itàlia», va assenyalar que la senadora Liliana Segre havia rebut greus insults antisemites per part d'un professor d'història d'una universitat del centre-sud que va publicar també diversos tuits neofeixistes centrats en controvèrsies antisemites. Segons l'Observatori, «després de la intervenció de Liliana Segre en el Senat en suport del Govern Conte II, aquell professor va piular una sèrie de tuits maliciosos als quals van seguir desenes d'insults contra Liliana Segre». Com va destacar el diari La Repubblica, que acompanyava més dades de l'Observatori, no era la primera vegada que la senadora rebia aquest tipus d'atencions; de fet, cada dia rebia fins a dos-cents missatges d'odi. A causa de les nombroses amenaces rebudes, se li va assignar escorta policial per evitar que fos víctima d'atacs racistes.
Per la seva posició a favor de la vacuna de la covid-19, ha rebut insults i amenaces, fins i tot públicament, com quan Fabio Meroni, exdiputat de la Lega Nord i contrari a la vacunació, va escriure en una xarxa social, tot referint-se a Liliana Segre: «Hi mancava ella… la 75190» («75190» és el número que van tatuar-li en el camp de concentració nazi). Segre va respondre a aquesta nova agressió verbal, amb el silenci, com havia fet fins aleshores. Tanmateix, el novembre de 2022, en el Fòrum Nacional de Dones Jueves d'Itàlia, va declarar que havia canviat d'idea i que per primera vegada havia decidit denunciar les persones que la insulten i amenacen, si se sap qui són. Va afegir: «[h]o faig també pel mal gust que demostren: em desitgen la mort, però jo tinc noranta-dos anys, que esperin una mica».

## Reconeixements
El 27 de novembre de 2008, la Universitat de Trieste va atorgar-li un títol honorífic en dret. El 15 de desembre de 2010 la Universitat de Verona li va concedir un títol honorífic en pedagogia. El 17 de setembre de 2019, la Universitat de Bèrgam va aprovar concedir a Liliana Segre el títol de doctora de recerca honoris causa en estudis humanístics transculturals. El 18 de febrer, la Universitat de Roma la Sapienza li va concedir un doctorat Honoris Causa en Història d'Europa.

## Publicacions sobre Liliana Segre i la Xoà
- Un infanzia perduta.  Firenze: La Nuova Italia, 1996. ISBN 882211762X.
- Daniela Palumbo; prefazione di Ferruccio De Bortoli. Fino a quando la mia stella brillerà.  Piemme, 2015. ISBN 8856639491.
- Enrico Mentana. La memoria rende liberi.  Milano: Rizzoli, 2015. ISBN 978-88-17-07568-8. (2015).